# Audi Q6 e-tron
Audi Q6 e-tron – elektryczny samochód osobowy typu SUV klasy średniej produkowany pod niemiecką marką Audi od 2023 roku.

## Historia i opis modelu

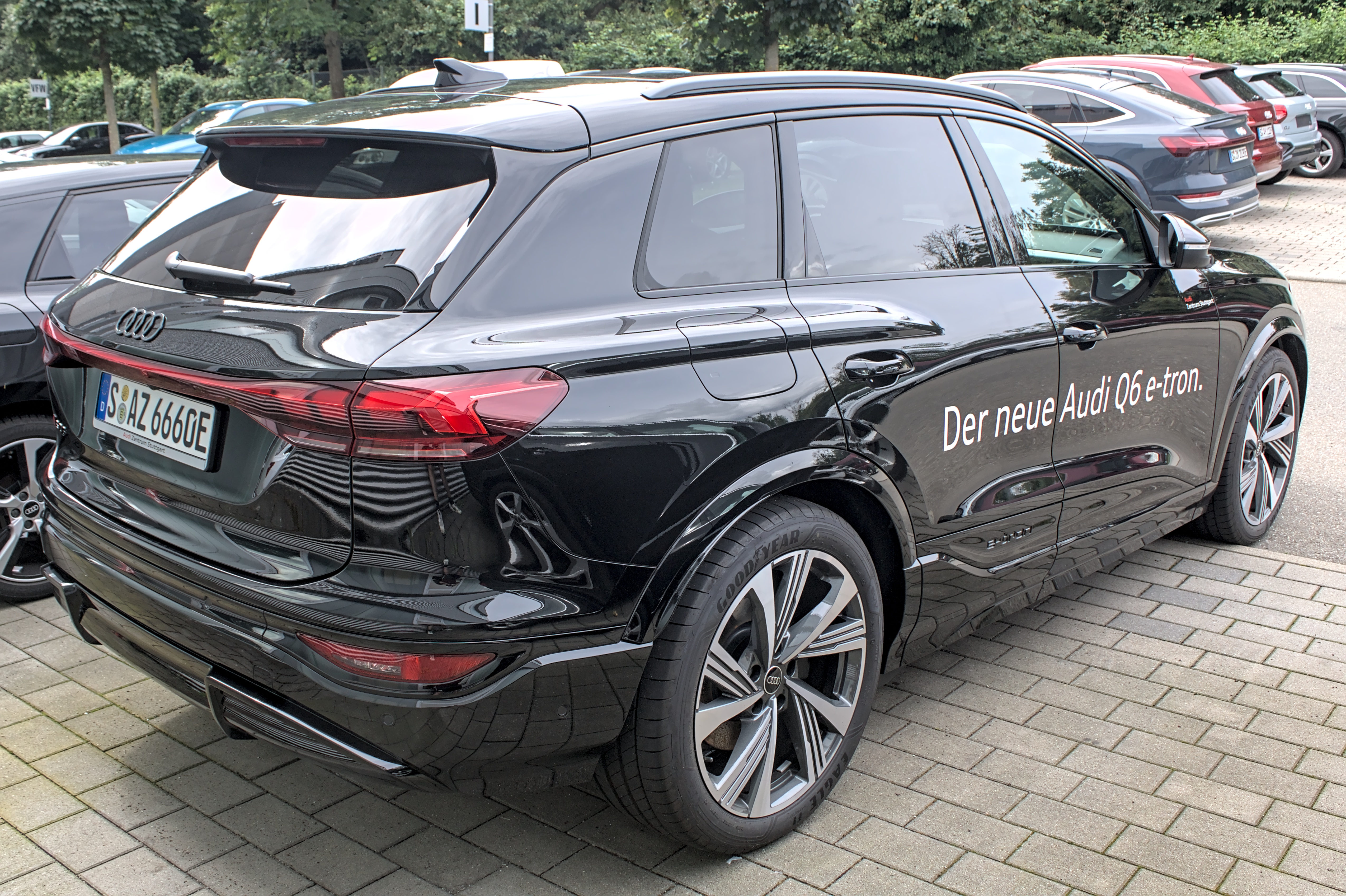
Audi Q6 e-tron - tył

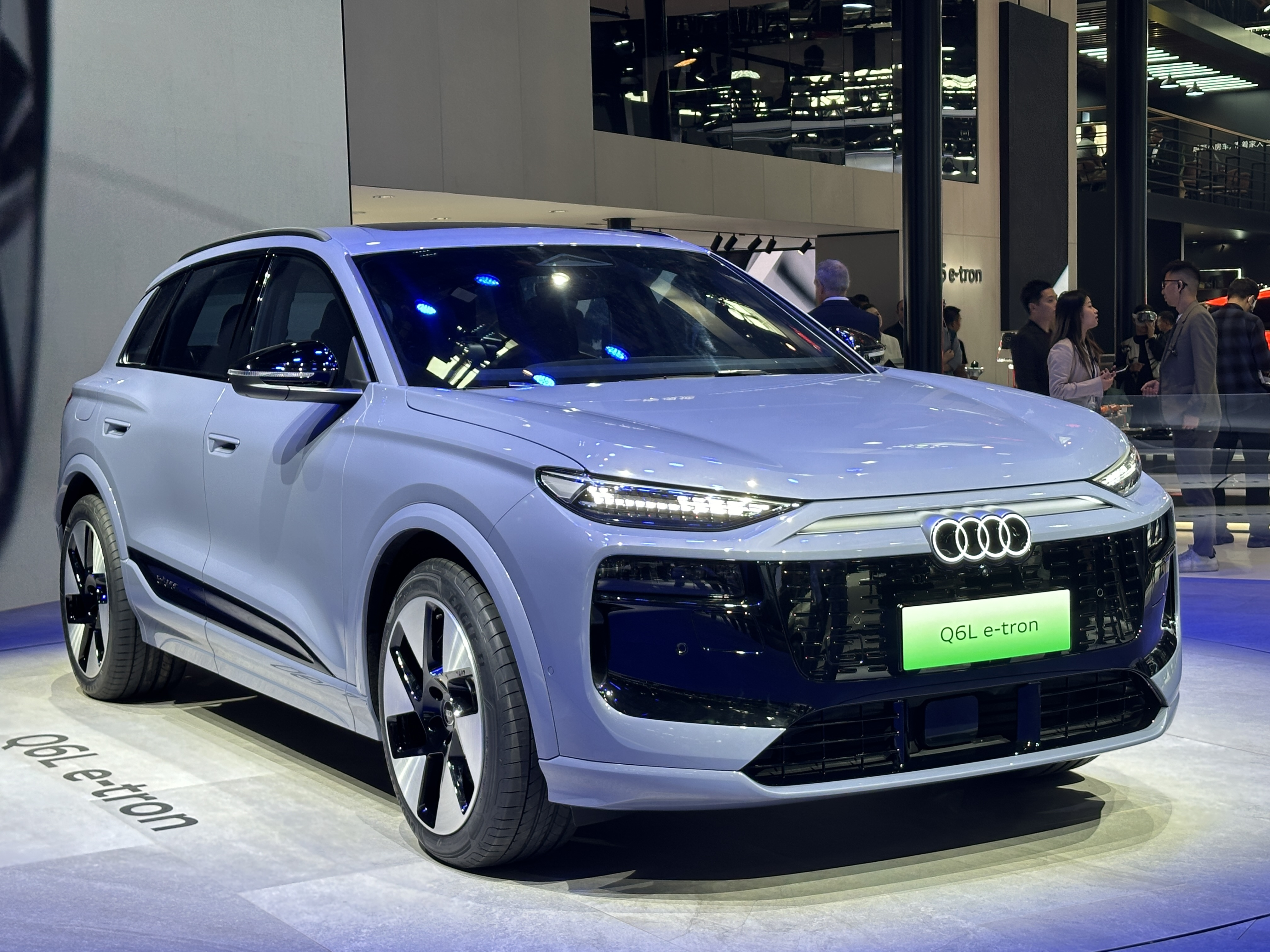
chińskie Audi Q6L e-tron

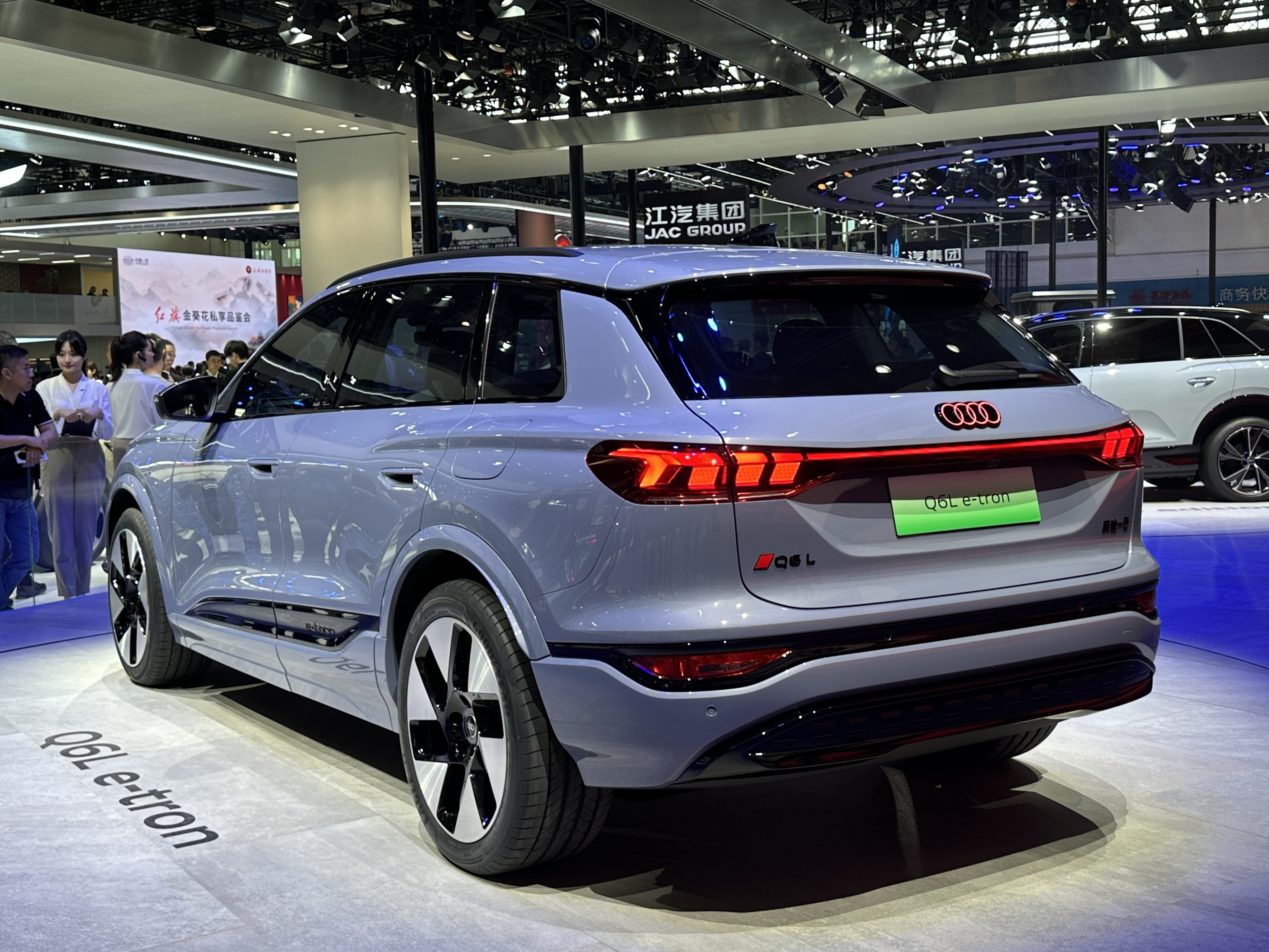
chińskie Audi Q6L e-tron - tył

W marcu 2021 roku po raz pierwszy opublikowane zostały w internecie fotografie głęboko zamaskowanych przedprodukcyjnych egzemplarzy nowego modelu Q6 e-tron, będącego trzecim SUV-em w gamie Audi wyposażonego w pełni elektryczny napęd, plasując się pomiędzy modelami Q4 e-tron i flagowym Q8 e-tron. Podczas wystawy samochodowej Shanghai Auto Show w kwietniu 2021 roku, niespełna półtora miesiąca po pojawieniu się pierwszych informacji o Q6 e-tron, wzorem poprzednich modeli z rodziny e-tron Audi przedstawiło przedprodukcyjny prototyp oklejony wielobarwną folią. Proces rozwojowy znacznie wydłużył się w stosunku do pierwotnych założeń - prezentacja produkcyjnego Audi Q6 e-tron miała się początkowo odbyć się na początku 2022 roku, jednak ostatecznie miała miejsce ponad 2 lata później z powodu problemów z ukończeniem oprogramowania. Choć oficjalne fotografie kabiny pasażerskiej przedstawiono już we wrześniu 2023, tak premiera pełnej specyfikacji produkcyjnego modelu odbyła się w marcu 2024.
Samochód opracowany został na nowej płycie podłogowej PPE koncernu Volkswagen Group, którą Q6-etron współdzieli także z równolegle debiutującą kolejną, w pełni elektryczną generacją modelu Porsche Macan. Samochód utrzymano w nowej estetyce stylistycznej Audi, wyróżniając się masywną sylwetką z muskularnie zarysowanymi nadkolami i obszernymi wlotami powietrza okalającymi na przednim zderzaku główny, sześciokątny panel z logo producenta. Przednie oświetlenie utworzyły dwurzędowe reflektory z wyżej umieszczonym wąskim pasem oświetlenia dziennego LED oraz ulokowanym pod nimi głównym kloszem reflektorów. Na tylne lampy złożył się z kolei jednoczęściowy pas świetlny wykonany w technologii OLED, składając się z 360 segmentów świetlnych mogących wyświetlać animacje i dynamiczne sygnatury.
Przy nadwoziu długim na ponad 4,77 metra, rozstaw osi wynoszący 2,89 metra miał według producenta pomóc wygospodarować jak najobszerniejszą kabinę pasażerską. Deskę rozdzielczą oraz przestrzeń otaczającą kierowcę utrzymano w nowym wzornictwie firmy, w którym większy nacisk postawiono na wyświetlacze multimedialne. Pzed kierowcą znalazł się szeroki, zakrzywiony panel tworzony przez 11,9-calowy wirtualny kokpit zintegrowany z ekranem systemu multimedialnego MMI o przekątnej 14,5 cala. Dodatkowo, przed pasażerem umieszczono jeszcze jeden dotykowy wyświtlacz o przekątnej 10,9 cala.

### Sprzedaż

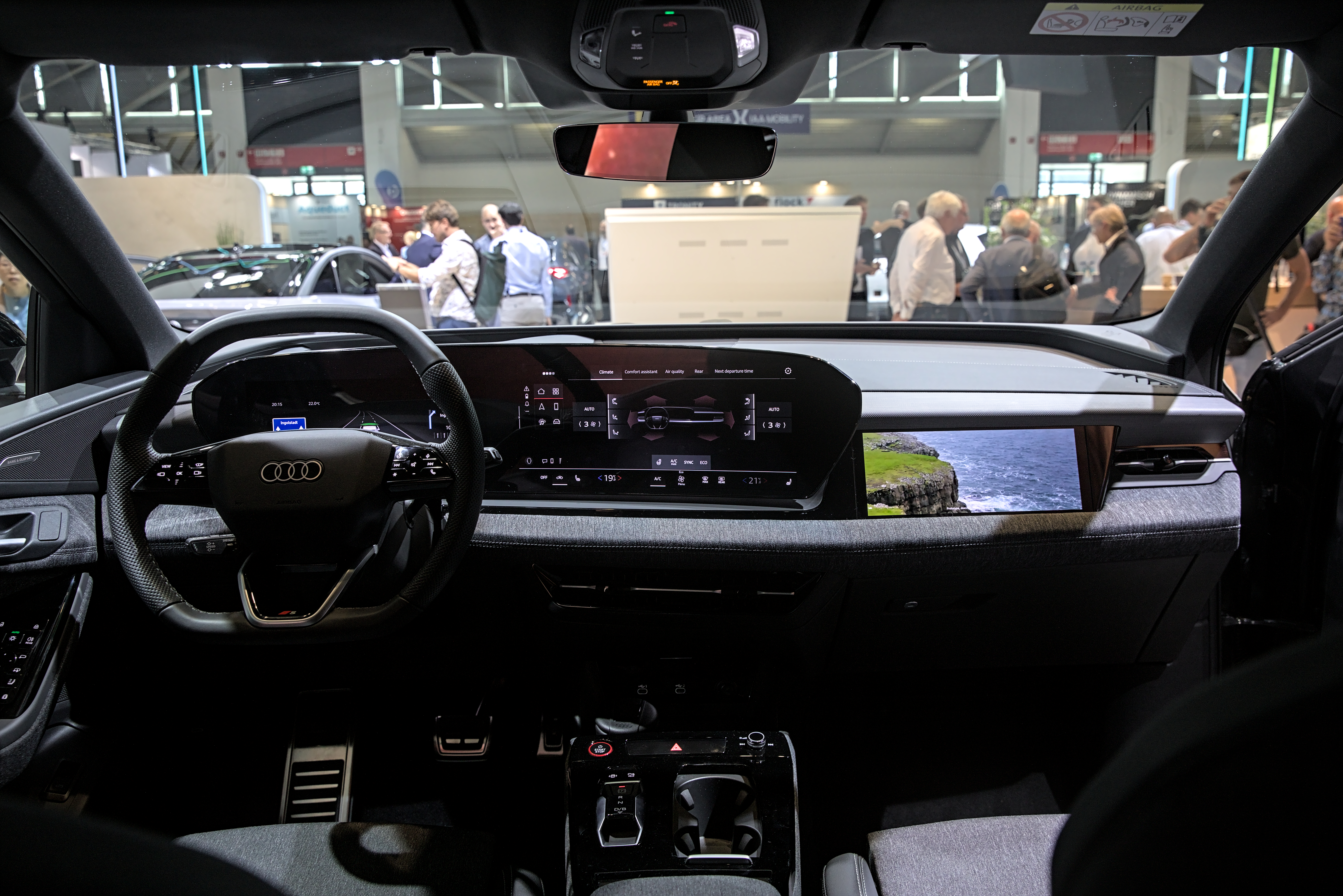
Audi Q6 e-tron - kokpit

Produkcja samochodu rozpoczęła się jeszcze przed oficjalną premierą, w listopadzie 2023 w głównych niemieckich zakładach produkcyjnych Audi w Ingolstadt. Q6 e-tron powstało z myślą o globalnych rynkach zbytu, trafiając do sprzedaży w kwietniu 2024 roku, rozpoczynając od Europy Zachodniej, stopniowo poszerzając zasięg m.in. o Stany Zjednoczone, Azję Wschodnią i Australią. W kwietniu 2024 roku zadebiutowała głęboko zmodyfikowana odmiana na rynek chiński pod nazwą Audi Q6L e-tron, która przeprojektowanym przednim zderzakiem i oświetlonym tylnym logo zyskała także dłuższe o 105 mm nadwozie oraz większą baterię o pojemności 107 kWh. Pozwoliła ona uzyskać do 700 kilometrów zasięgu według chińskiego trybu pomiarowego CLTC.

### Dane techniczne
Audi Q6 e-tron jest samochodem w pełni elektrycznym, które początkowo trafiło do sprzedaży w dwóch wariantach napędowych przenoszących moc na obie osie, z planami rozbudowania oferty o wersje tylnonapędowe. Pierwszy model otrzymał silnik o mocy 388 KM, rozwijający 100 km/h w 5,9 sekundy i maksymalnie 210 km/h. Topowe SQ6 e-tron rozwinęło 517 KM mocy, sprint od 0 do 100 km/h w 4,3 sekundy i 230 km/h prędkości maksymalnej. Obie wersje wyposażono w akumulator o pojemności 100 kWh, oferując maksymalnie do 625 kilometrów zasięgu według normy WLTP.